# Maximilian Opll

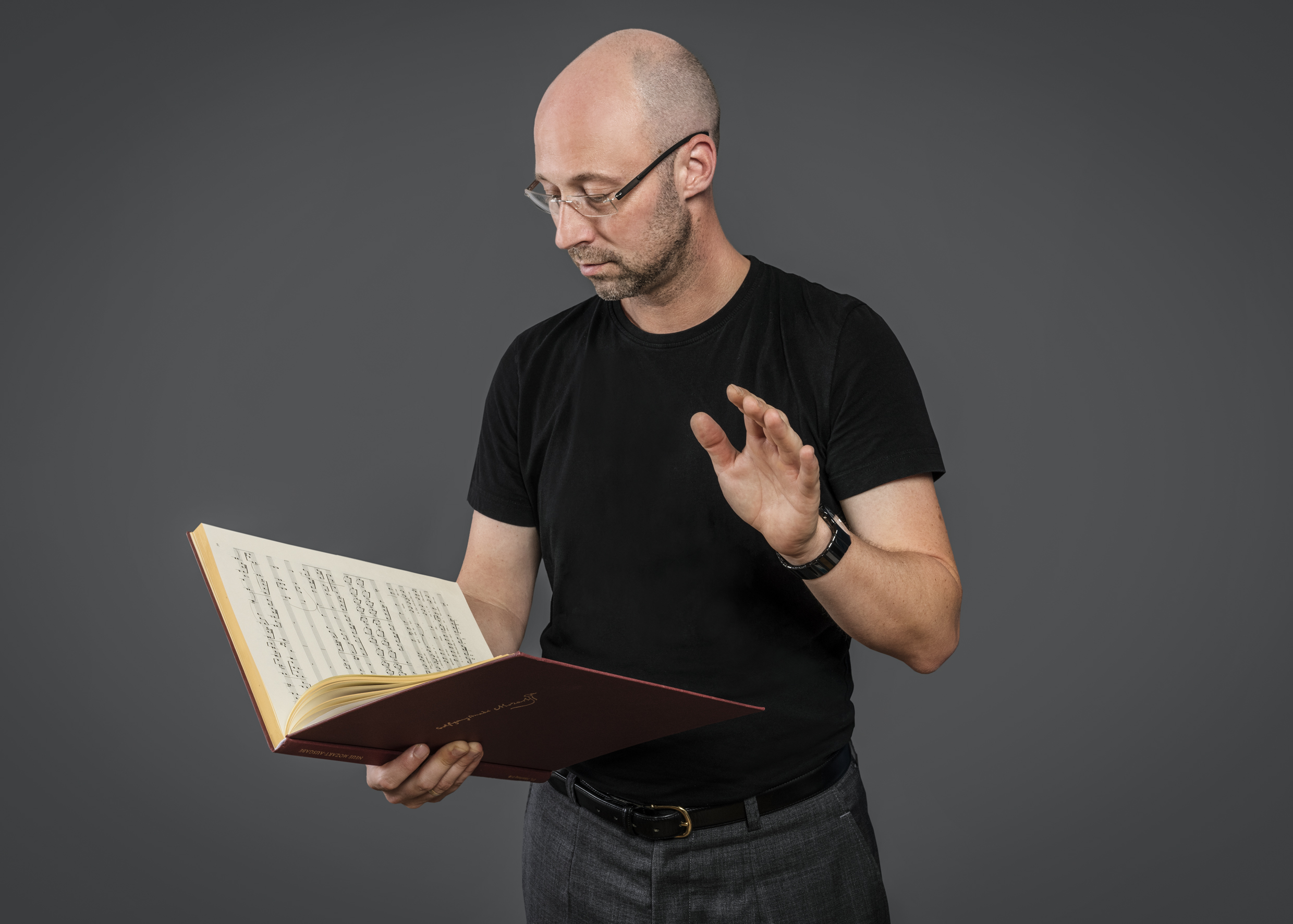
Maximilian Opll in 2018

Maximilian Opll (* 1978) ist ein österreichischer Komponist, Musikpädagoge und Chorleiter.

## Leben
Die musikalische Ausbildung von Opll begann ab dem sechsten Lebensjahr mit dem Klavierunterricht und  mit 15 Jahren absolvierte er Auftritte mit einer Band und als Solist. 1993 komponierte er seine ersten Lieder.
Er besuchte die Kirchliche Pädagogische Hochschule Wien/Krems in Strebersdorf, wo er 2001 die Lehramtsprüfung für Englisch und Musikerziehung mit Auszeichnung abschloss. Ab Herbst des gleichen Jahres begann er seine Tätigkeit als Lehrer für Englisch und Musikerziehung an der Informatik-Mittelschule Kinkplatz im 14. Wiener Gemeindebezirk, wo er den Schulchor „The Suburban Voices“ gründete. Mit diesem brachte er im Mai 2006 sein Musical „Weit weg“ zur Uraufführung. Für seine Tätigkeit erhielt er mehrere Auszeichnungen des Stadtschulrates und der Bezirksvertretung. Er ist als Chorsänger in diversen Projekten bei verschiedenen Chören aktiv, war von 2005 bis Ende 2006 Leiter des „Jungen Chores“ in der Pfarre Liesing, von 2006 bis 2010 musikalischer Leiter der „Family Singers“ in Perchtoldsdorf und von 2007 bis 2014 Leiter des von ihm gegründeten Chores „The Changing Tunes“ in Perchtoldsdorf.
Ab Jänner 2014 war Opll künstlerischer Leiter des Wiener Lehrer-a-cappella-Chores. Im März des gleichen Jahres wurde ihm durch das Rektorat der Kirchlichen Pädagogischen Hochschule Wien/Krems der Titel Bachelor of Education (B.Ed.) verliehen.
Opll studierte Gesangspädagogik am Vienna Konservatorium bei Martin Vácha und Mathias Reinthaller und diplomierte im April 2015 mit Auszeichnung.
Im Mai 2015 gab er sein Debüt als Dirigent im Großen Musikvereinssaal in Wien mit Händels „Messiah“ mit dem Wiener Lehrer-a-cappella-Chor und der Capella Savaria.
Im April 2016 war er Dirigent bei den Perchtoldsdorfer Franz-Schmidt-Musiktagen mit Dvořáks „Stabat Mater“ mit dem Wiener Lehrer-a-cappella-Chor, dem Kirchenchor St. Augustinus und dem Savaria Symphonie Orchester.
Im Juni 2016 spielte er Johannes Brahms „Ein deutsches Requiem“ in der Fassung für Klavier zu vier Händen im Wiener Konzerthaus / Berio-Saal, im Dezember 2016 erfolgte eine Aufführung von  Bachs „Weihnachtsoratorium“ (I-III) u. a. im Großen Musikvereinssaal in Wien mit dem Wiener Lehrer-a-cappella-Chor und der Capella Savaria.
Im März 2018 spielte er Bachs „Johannes-Passion“ im Wiener Konzerthaus / Mozart-Saal mit dem Wiener Lehrer-a-cappella-Chor und der Capella Savaria.
Im Mai 2019 folgte Mendelssohns "Paulus" im Großen Musikvereinssaal in Wien mit dem Wiener Lehrer-a capella-Chor, dem A capella-Chor Weinviertel und dem Savaria Symphonie Orchester. Dieses Konzert wurde am darauffolgenden Tag im Bartok-Saal in Szombathely wiederholt.
Opll machte ab 2018 eine Zusatzausbildung zum Coach für Neue Autorität (INA), welche er im Jänner 2020 erfolgreich abschloss.
Die Pandemie verhinderte 2020 und im ersten Halbjahr 2021 leider weitere Auftritte.
Seit September 2021 unterrichtet Opll Musikerziehung am Institut für Elementarpädagogik an der Pädagogischen Hochschule Wien.
Im November 2021 leitete er wieder ein Konzert im Mozartsaal des Wiener Konzerthauses. Am Programm standen Werke von Albinoni, Buxtehude und Vivaldi. Erstmals kam es hier zu einer äußerst geglückten Zusammenarbeit mit dem Wiener Ensemble Continuum.
Im Mai 2022 nahm Opll mit einem Konzert mit Werken der Bach-Familie Abschied vom Amt des künstlerischen Leiters des Wiener Lehrer- a cappella -Chores. Hierbei kam es erneut zur Zusammenarbeit mit dem Ensemble Continuum.
Ab Sommer 2022 lag sein musikalischer Schwerpunkt vermehrt im Unterrichten sowie in der Komposition.

## Zusammenarbeit mit Solisten und Orchestern (Auswahl)

### Solisten
- Jerilyn Chou, Johanna Rosa Falkinger, Cornelia Horak, Marlies Krug,
- Rannveig Braga-Postl,Elisabeth Ehrenfellner, Monika Schwabegger,
- Jan Petryka, Gerd Jaburek
- Alexander Grassauer, Michael Nagl, Sebastian Rietz, Martin Vacha

### Orchester
- Budapester Streicher
- Capella Savaria
- Ensemble Continuum
- Savaria Symphonieorchester

## Repertoire als Dirigent (Auswahl)
- William Byrd: Mass for four voices
- Dieterich Buxtehude: "Herzlich lieb hab ich dich, o Herr" BuxWv 41
- Johann Ludwig Bach: Missa brevis (vormals Johann Nikolaus Bach zugeschrieben)
- Antonio Vivaldi: Gloria in D / Credo in e
- Johann Sebastian Bach: Weihnachtsoratorium BWV 248 /  Johannes-Passion BWV 245 / Kantate BWV 47 „Wer sich selbst erhöhet...“ / Kantate BWV 191 „Gloria in excelsis deo“ / Motetten „Jesu, meine Freude“ / „Komm Jesu, komm“ / „Ich lasse dich nicht, du segnest mich denn“ / „Der Geist hilft unsrer Schwachheit auf“ / "O Jesu Christ, meins Lebens Licht" BWV 118 / Kantate BWV 54 "Widerstehe doch der Sünde" / Kantate BWV 84 "Ich bin vergnügt mit meinem Glücke"
- Johann Christoph Friedrich Bach: Wachet auf, ruft uns die Stimme (Motette)
- Georg Friedrich Händel: Messiah
- Tommaso Traetta: Stabat Mater
- Wolfgang Amadeus Mozart: Requiem d-moll
- Wolfgang Amadeus Mozart: Krönungsmesse
- Antonio Salieri: Missa stylo a cappella
- Franz Schubert: Messe in G / Deutsche Messe
- Felix Mendelssohn Bartholdy: Paulus
- Johannes Brahms: Ein deutsches Requiem / Schicksalslied
- Antonín Dvořák: Stabat Mater / Messe D-Dur
- Gabriel Fauré: Requiem
- Edvard Grieg: Holberg-Suite
- Carl Orff: Carmina Burana

## Werke (Auswahl)
Geistliche und weltliche Chormusik
- 2 Messen für gemischten Chor und Klavier
- "Peace on Earth" – Weihnachtskantate für Sopran, gemischten Chor und Orgel (2. Fassung mit Klavier)
- "Weit weg" – Kindermusical für Solo und einstimmigen Kinderchor
- "Der selbstsüchtige Riese" – Eine musikalische Erzählung für Sprecher, Soli, gemischten Chor, Kinderchor, Saxophon, Bass, Schlagzeug und Klavier
- "Wurth-Lieder" – 3 Lieder nach Texten des Perchtoldsdorfer Weinhauers Alois Wurth für mehrstimmigen Chor a cappella
- "Kuckuck-Iah" – Chorische Variationen über ausgewählte Kinderlieder für mehrstimmigen Chor und Klavier